# Dobre (powiat Radziejowski)
Dobre is een dorp in het Poolse woiwodschap Koejavië-Pommeren, in het district Radziejowski. De plaats maakt deel uit van de gemeente Dobre en telt 1700 inwoners.